# پاتریک زینکویتس
پاتریک زینکویتس (آلمانی: Patrik Sinkewitz؛ زادهٔ ۲۰ اکتبر ۱۹۸۰) دوچرخه‌سوار سابق اهل آلمان است.
وی عضو تیم‌های دوچرخه‌سواری ماپی-کوییک‌استپ، کوئیک‌استپ-داویتامون، تیم تی-موبایل و آی‌اس‌دی–نری بوده است.